# メモリーズ (渡辺真知子のアルバム)
『メモリーズ』(Memories) は、1979年（昭和53年）12月21日にリリースされた渡辺真知子の4枚目のスタジオ・アルバム。発売元はCBS・ソニー。6枚目のシングル『季節の翳りに』を含む全10曲を収録する。
CD盤は、1991年9月15日にCD選書として『遠く離れて』『Libra』と同時発売。2013年7月24日にBlu-spec CD2として『遠く離れて』と同時に再発売された。

## 解説
4枚目のアルバムとなる『メモリーズ』は、デビュー以降立て続けにヒットを飛ばしていた渡辺が、次へどう進むべきか悩んでいた時期に制作された作品であった。ラストを飾る収録曲「明日（あした）へ」は、当時の若者たちへの応援歌として作ったバラードでもあり、同時に渡辺が自分自身を奮い立たせるために書いたという。翌1980年1月にはカネボウ化粧品「Lady80」のCM曲となった『唇よ、熱く君を語れ』をリリース、迷いを吹っ切るように大ヒットとなった。この「明日へ」は、2020年にリリースしたセルフカバーアルバムのタイトル曲ともなっている。
1曲目の「Memories」は、学生時代の友人が社会人になって成長しているのに、渡辺自身はひたすらスケジュールをこなして作詞作曲に忙殺されて消耗しきっていることに不安を感じ、また、その不安を口にすることもできないという当時の心境が反映された曲である。このことから曲全体が暗いイメージで作られているが、すべて暗いままではなく「希望」を感じさせる箇所を意図的に入れている。ただし歌詞には「希望」の箇所を入れることができず、代わりに「あの人との今はもうメモリーズ」の「あの人との」の箇所をメジャーコードで展開した。渡辺の楽曲の編曲を担当している船山基紀からは、曲全体を暗くせずメジャーコードで展開した箇所を入れたことを非常に褒められたという。

## 収録曲
1. Memories
  - 作詞・作曲：渡辺真知子／編曲：船山基紀
2. 海辺の昼下り
  - 作詞・作曲：渡辺真知子／編曲：船山基紀
3. Water Taxi
  - 作詞・作曲：渡辺真知子／編曲：船山基紀
4. Marionette
  - 作詞・作曲：渡辺真知子／編曲：船山基紀
5. 季節の翳りに
  - 作詞：伊藤アキラ／作曲：渡辺真知子、編曲：船山基紀
  - 6枚目のシングル。
6. ときめきの時
  - 作詞・作曲：渡辺真知子／編曲：船山基紀
7. あわせ鏡
  - 作詞・作曲：渡辺真知子／編曲：船山基紀
8. Lonely Railway
  - 作詞：伊藤アキラ／作曲：渡辺真知子／編曲：船山基紀
  - 6枚目のシングル『季節の翳りに』カップリング曲。
9. Play Map
  - 作詞・作曲：渡辺真知子、編曲：船山基紀
10. 明日へ
  - 作詞・作曲：渡辺真知子、編曲：船山基紀

## バージョン
- LP - 1979年12月21日発売[1][2]。規格品番：25AH920[1]
- CD
  - CD選書 - 1991年9月15日発売[3]。規格品番：SRCL2062[1]
  - Blu-Spec CD2 - 2013年7月24日発売[2]。規格品番：MHCL-30147[2]

## 参加ミュージシャン
出典：アルバム『メモリーズ』CD選書（SRCL-2062）歌詞カードより。
- 1.メモリーズ　
  - Synthesizer／田代真紀子
  - Keyboard／大谷和夫
  - Electric Bass／岡沢茂
  - Drums／林立夫
  - Electric Guitar／松原正樹
  - Accoustic Guitar／吉川忠英
  - Latin Percussion／斎藤ノブ
  - Strings／多グループ
  - Female Chorus／イブ
  - Male Chorus／タイムファイブ
  - Trumpet／数原晋、岸義和
  - Trombone／新井英治、平内保夫、三田治美、岡田澄雄
- 2.海辺の昼下り　
  - Keyboard／田代真紀子、大谷和夫
  - Electric Bass／岡沢茂
  - Drums／林立夫
  - Electric Guitar & Gut Guitar／松原正樹
  - Accoustic Guitar／笛吹利明
  - Latin Percussion／斎藤ノブ
  - Strings／多グループ
  - Male Chorus／バズ
  - Trombone／新井英治
- 3.Water Taxi　
  - Synthesizer／田代真紀子
  - Keyboard／大谷和夫
  - Electric Bass／岡沢　茂
  - Drums／林　立夫
  - Electric Guitar／松原正樹
  - Accoustic Guitar／笛吹利明
  - Latin Percussion／斎藤ノブ
  - Female Chorus／イブ
  - Trumpet／数原　晋
  - Flute／旭　孝、坂部美知子、藤山　明
- 4.Marionette　
  - Synthesizer／田代真紀子
  - Keyboard／大谷和夫
  - Electric Bass／岡沢茂
  - Drums & Kalimba／林立夫
  - Electric Guitar／松原正樹
  - Accoustic Guitar／笛吹利明
  - Latin Percussion／斎藤ノブ
  - Bass Flute／旭孝
- 5.季節の翳りに　
  - Keyboard／羽田健太郎
  - Electric Bass／高水健司
  - Drums／田中清司
  - Electric Guitar／矢島賢
  - Accoustic Guitar／笛吹利明
  - Latin Percussion／斎藤ノブ
  - Strings／多グループ
  - Alto Sax／ジェイク・ハロルド・コンセプション
- 6.ときめきの時　
  - Synthesizer／田代真紀子
  - Keyboard／大谷和夫
  - Electric Bass／岡沢茂
  - Drums／林立夫
  - Electric Guitar／松原正樹
  - Accoustic Guitar／吉川忠英
  - Latin Percussion／斎藤ノブ
  - Strings／多グループ
  - Trumpet／数原晋、岸義和
  - Trombone／新井英治、平内保夫、三田治美、岡田澄雄
- 7.あわせ鏡　
  - Synthesizer／田代真紀子
  - Keyboard／大谷和夫
  - Electric Bass／岡沢茂
  - Drums／林立夫
  - Electric Guitar／松原正樹
  - Accoustic Guitar／吉川忠英
  - Latin Percussion／斎藤ノブ
  - Female Chorus／イブ
  - Sax／土岐英史
  - Koto／山内喜美子
- 8.Lonely Railway　
  - Keyboard／羽田健太郎
  - Electric Bass／高水健司
  - Drums／田中清司
  - Electric Guitar／矢島賢
  - Accoustic Guitar／吉川忠英
  - Latin Percussion／斎藤ノブ
  - Strings／多グループ
  - Harp／山川恵子
- 9.Play Map　
  - Synthesizer／田代真紀子
  - Keyboard／大谷和夫
  - Electric Bass／岡沢茂
  - Drums／林立夫
  - Electric Guitar／松原正樹
  - Accoustic Guitar／笛吹利明
  - Latin Percussion／斎藤ノブ
  - Female Chorus／イブ
- 10.明日へ
  - Synthesizer／田代真紀子
  - Keyboard／大谷和夫
  - Electric Bass／岡沢茂
  - Drums／林立夫
  - Electric Guitar／松原正樹
  - Accoustic Guitar／吉川忠英
  - Latin Percussion／斎藤ノブ
  - Strings／多グループ
  - Male Chorus／タイムファイブ